# 南海キャンディーズのジャブジョブ
『南海キャンディーズのジャブジョブ』は2018年7月7日から2020年3月28日まで静岡第一テレビで放送されていた南海キャンディーズの冠番組である。
内容は、お仕事ゲスト3名を迎えて｢静岡の“気になる仕事(ジョブ)”のオモテからウラまで、南海キャンディーズの2人が鋭いトークのジャブで、根ほり葉ほりと真相を聞き出していく“せきらら職業トークバラエティー”｣である｡
放送時間は毎週土曜日深夜24:55-25:25の放送（初回は深夜25:05-25:35放送）。
再放送は不定期に土曜日14:25-14:55か日曜日16:30-17:00に放送｡

## MC
- 南海キャンディーズ